# اچ‌ام‌سی‌اس ارووهد (کی۱۴۵)
اچ‌ام‌سی‌اس ارووهد (کی۱۴۵) (به انگلیسی: HMCS Arrowhead (K145)) یک کشتی بود که طول آن ۲۰۵ فوت (۶۲٫۴۸ متر) بود. این کشتی در سال ۱۹۴۰ ساخته شد.